# John Entwistle
John Alec Entwistle (9. října 1944 – 27. červen 2002) byl anglický baskytarista, textař, zpěvák a hráč na lesní roh, známý jako baskytarista rockové skupiny The Who. Je uváděn jako jeden z nejvlivnějších rockových baskytaristů všech dob, který vytvořením zvláštního agresivního stylu hry ovlivnil mnoho současných i pozdějších baskytaristů jako Steve Harris, Lemmy, Geddy Lee, John Paul Jones, Phil Lesh, Noel Redding, Billy Sheehan, Chris Squire, Duff McKagan, Krist Novoselic, Markus Großkopf, Mike Watt, Matt Freeman nebo Peter Hook.
Zemřel v pokoji 658 v Hard Rock Hotel and Casino v Paradise v Nevadě 27. června 2002, den před plánovaným prvním koncertem turné Who po Spojených státech. Bylo mu 57 let. Entwistle šel té noci spát s Alycen Rowse, místní striptérkou a fanynkou, která se druhý den ráno probudila a zjistila, že Entwistle je chladný a nereaguje. Soudní lékař Clark County určil, že jeho smrt způsobil srdeční infarkt vyvolaný blíže neurčeným množstvím kokainu. Entwistle trpěl těžkým srdečním onemocněním a obvykle vykouřil 20 cigaret denně.
Entwistle před začátkem turné prošel lékařskou prohlídkou pro účely pojištění. Vyšetření odhalilo vysoký krevní tlak a vysoký cholesterol. Jeho autorizovaný životopisec Paul Rees uvadí, že podrobnější vyšetření by odhalilo, že tři z jeho tepen byly ucpané a vyžadovaly operaci.

## Diskografie
Pro Entwistleovu diskografii s The Who vizte článek Diskografie The Who.
Sólová alba
- Smash Your Head Against the Wall (1971)
- Whistle Rymes (1972)
- Rigor Mortis Sets In (1973)
- Mad Dog (1975)
- Too Late the Hero (1981)
- The Rock (1996)
- Music from Van Pires (1997)

## Skladby pro The Who
John Entwistle byl také textařem a skladatelem. Pro skupinu The Who napsal skladby:
- „905“ – Who Are You, 1978
- „Boris The Spider“ – A Quick One, 1966
- „Cousin Kevin“ – Tommy, 1969
- „Dangerous“ (sólový zpěv Daltrey) – It's Hard, 1982
- „Doctor, Doctor“ – B-strana k „Pictures of Lily“, 1967
- „Dr. Jekyll and Mr. Hyde“ – B-strana ke „Call Me Lightning“ v USA, 1968, a k „Magic Bus“ v UK, 1968
- „Fiddle About“ – Tommy, 1969
- „Heaven and Hell“ – Live at Leeds, 1970 (studiová verze byla nahrána, ale píseň vyšla pouze na výběrovém albu Johna Entwistleho Smash Your Head Against the Wall)
- „Heinz Baked Beans“ – The Who Sell Out, 1967
- „In The City“ (uvedeni Entwistle/Moon) – B-strana k „I'm a Boy“, 1966
- „It's Your Turn“ (sólový zpěv Daltrey) – It's Hard, 1982
- „I've Been Away“ – B-strana k „Happy Jack“ v UK, 1966
- „Medac“ – The Who Sell Out, 1967
- „My Wife“ – Who's Next, 1971
- „One At A Time“ – It's Hard, 1982
- „Postcard“ – Odds and Sods, 1974
- „Silas Stingy“ – The Who Sell Out, 1967
- „Someone's Coming“ (sólový zpěv Daltrey) – B-strana k „I Can See for Miles“ v UK, 1967, a k „Magic Bus“ v USA, 1968
- „Success Story“ – The Who by Numbers, 1975
- „The Ox“ (instrumentálka s Petem Townshendem, Keith Moonem a Nicky Hopkinsem) – My Generation, 1965
- „The Quiet One“ – Face Dances, 1981
- „Trick Of The Light“ (sólový zpěv Daltrey) – Who Are You, 1978
- „We Close Tonight“ – Odds and Sods (napsáno Townshendem, Keith Moon zpívá v části písně), 1974
- „When I Was A Boy“ – B-strana k "Let's See Action", 1971
- „Whiskey Man“ – A Quick One, 1966
- „You“ (sólový zpěv Daltrey) – Face Dances, 1981